# Świetlany (rejon smorgoński)
Świetlany (biał. Святляны; ros. Светляны) − wieś na Białorusi, w obwodzie grodzieńskim, w rejonie smorgońskim, w sielsowiecie Korzenie.

## Historia
W czasach zaborów wieś w gminie Dubotówka, w powiecie święciańskim, w guberni wileńskiej Imperium Rosyjskiego. W 1866 roku liczyła 140 mieszkańców w 10 domach. 
W latach 1921–1945 wieś, futor i osada leżały w Polsce, w województwie wileńskim, w powiecie oszmiańskim, w gminie Smorgonie.
W 1931:
- wieś w 33 domach zamieszkiwało 166 osób[2].
- futor w 1 domu zamieszkiwało 5 osób[2].
- osadę w 4 domach zamieszkiwało 21 osób[2].

Wierni należeli do parafii rzymskokatolickiej w Daniszewie i miejscowej prawosławnej. Miejscowość podlegała pod Sąd Grodzki w Smorgoniach i Okręgowy w Wilnie; właściwy urząd pocztowy mieścił się w Smorgoniach.
Po II wojnie światowej w granicach Związku Sowieckiego. Od 1991 w niepodległej Białorusi.